# Tetroxoprim
Il tetroxoprim è un inibitore della diidrofolato reduttasi con spettro di attività simile al trimetoprim, ma meno efficace. È stato descritto per la prima volta nel 1979. Viene impiegato come co-tetroxazina, miscela di tetroxoprim e sulfadiazina in rapporto 2:5 (è stato usato anche il tetroxoprim embonato). La co-tetroxazina ha proprietà simili a quelle del co-trimossazolo.

## Farmacocinetica
Dopo somministrazione per via orale di 80 mg il farmaco si distribuisce rapidamente nei tessuti biologici. L'emivita plasmatica media è di circa 5 ore. Dopo dosi ripetute di farmaco (160 mg ogni 12 ore) lo steady state si raggiunge in 24 ore. Il farmaco viene eliminato prevalentemente per via renale.

## Tossicità
Il valore della dose letale nel ratto è di 1,357 g/kg per os.

## Usi clinici
Il farmaco viene impiegata principalmente nel trattamento di infezioni delle alte e basse vie respiratorie: bronchiti acute, riacutizzazioni in corso di bronchite cronica, polmonite da Pneumocystis carinii. Viene inoltre utilizzato nelle infezioni otorinolaringoiatriche: tonsilliti, otite media e sinusiti, e nelle infezioni delle vie urinarie.

## Dosi terapeutiche
Sia per le infezioni delle vie urinarie che per le infezioni respiratorie la dose di attacco per via orale è di due compresse (700 mg), seguite da 1 compressa (350 mg) ogni 12 ore.

## Effetti collaterali ed indesiderati
Tra gli effetti collaterali più frequenti si segnalano: rash cutanei, nausea, vomito, diarrea, discrasie ematiche correlate ad alterazioni del metabolismo dei folati.

## Controindicazioni
Il farmaco è controindicato nei soggetti che presentano ipersensibilità al principio attivo, ai sulfamidici o al trimethoprim. Il farmaco è inoltre controindicato in gravidanza e nell'allattamento.

## Interazioni
Il tetroxoprim prolunga il tempo di protrombina nei pazienti in terapia con gli anticoagulanti orali.